# Campyloneurus quadrifasciatus
Campyloneurus quadrifasciatus är en stekelart som beskrevs av Cameron 1911. Campyloneurus quadrifasciatus ingår i släktet Campyloneurus och familjen bracksteklar. Inga underarter finns listade.